# Site mégalithique de Saint-Martin-de-Corléans
 (juin 2023).
Si vous disposez d'ouvrages ou d'articles de référence ou si vous connaissez des sites web de qualité traitant du thème abordé ici, merci de compléter l'article en donnant les références utiles à sa vérifiabilité et en les liant à la section « Notes et références ».
Le Site mégalithique de Saint-Martin-de-Corléans est un site archéologique situé dans le quartier du même nom à Aoste. Il occupe une superficie de 9 821 m2.
Il représente avec le Cromlech du Petit-Saint-Bernard le seul site mégalithique de l'Italie nord-occidentale.

## Le site
Il s'agit d'un site pluristratifié, dont les témoignages remontent à l'âge du cuivre, des stèles anthropomorphes, un dolmen, ainsi que d'autres pièces du néolithique et du Moyen Âge. Les vestiges de l'ancienne cité de Cordèle, fondée par Cordélius, souche des Salasses, sont également présentes. La légende raconte que cette aire était occupée par le cimetière de Cordèle.

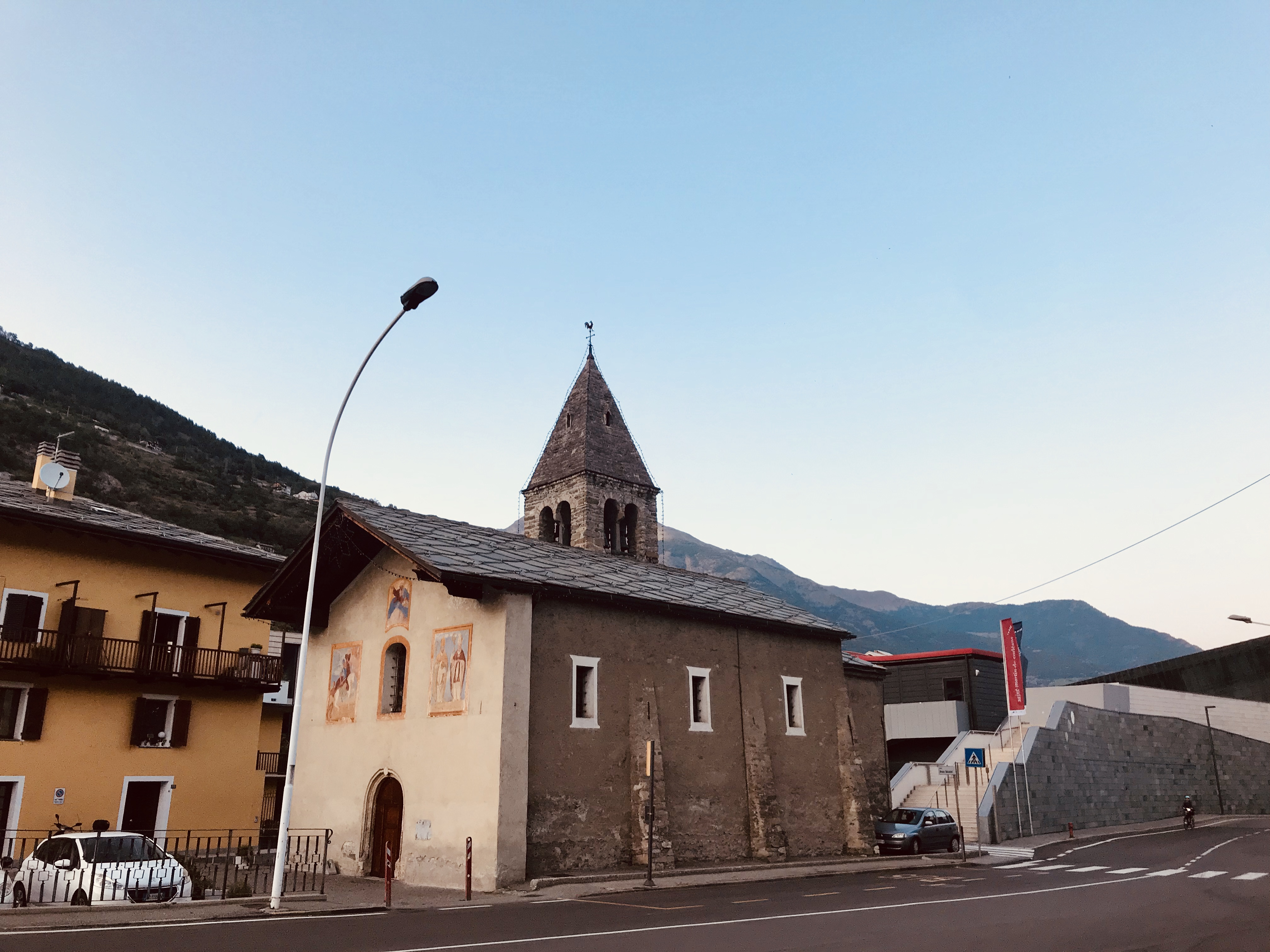
L'église paroissiale Saint-Martin-de-Corléans

Nombreuses autres pièces retrouvées également à cet endroit, comprenant notamment des stèles anthropomorphes gravées et des objets en verre et en céramique, sont conservées au Musée archéologique régional.

### Le musée
Un projet a été entamé en 2007 afin de créer un musée près du site, dont la première partie dédiée à la période allant du néolithique à l'âge du bronze a été inaugurée le 24 juin 2016. Elle se divise en six sections qui reparcourent les phases de la découverte du site, pour s'ouvrir enfin sur une grande salle située au-dessus du site, éclairé par 500 points de lumière qui reproduisent les parties de la journée.
La seconde partie, dont la date d'ouverture n'a pas encore été fixée, sera consacrée à la période allant de l'âge du bronze au Moyen Âge.